# Cantó d'Issoudun-Nord
El cantó d'Issoudun-Nord és un cantó francès del departament de l'Indre, situat al districte d'Issoudun. Té 11 municipis i part del d'Issoudun.

## Municipis
- Les Bordes
- La Champenoise
- Diou
- Issoudun (part)
- Lizeray
- Migny
- Paudy
- Reuilly
- Saint-Aoustrille
- Sainte-Lizaigne
- Saint-Georges-sur-Arnon
- Saint-Valentin

## Història
| Data d'elecció                           | Identitat          | Partit        | Qualitat |
| ---------------------------------------- | ------------------ | ------------- | -------- |
| 1945-1949                                | M. Joly            | SFIO          |          |
| 1949-1973                                | René Caillaud      | radical       |          |
| 1973-1985                                | M. Augendre        | PS            |          |
| 1985-1998                                | Roger Birtègue     | Divers droite |          |
| 1998-2006                                | Jean-Pierre Berlot | PCF           |          |
| 2006-                                    | Pascal Pauvrehomme | Divers droite |          |
| les dades anteriors no són pas conegudes |                    |               |          |
|                                          |                    |               |          |